# Annunziata

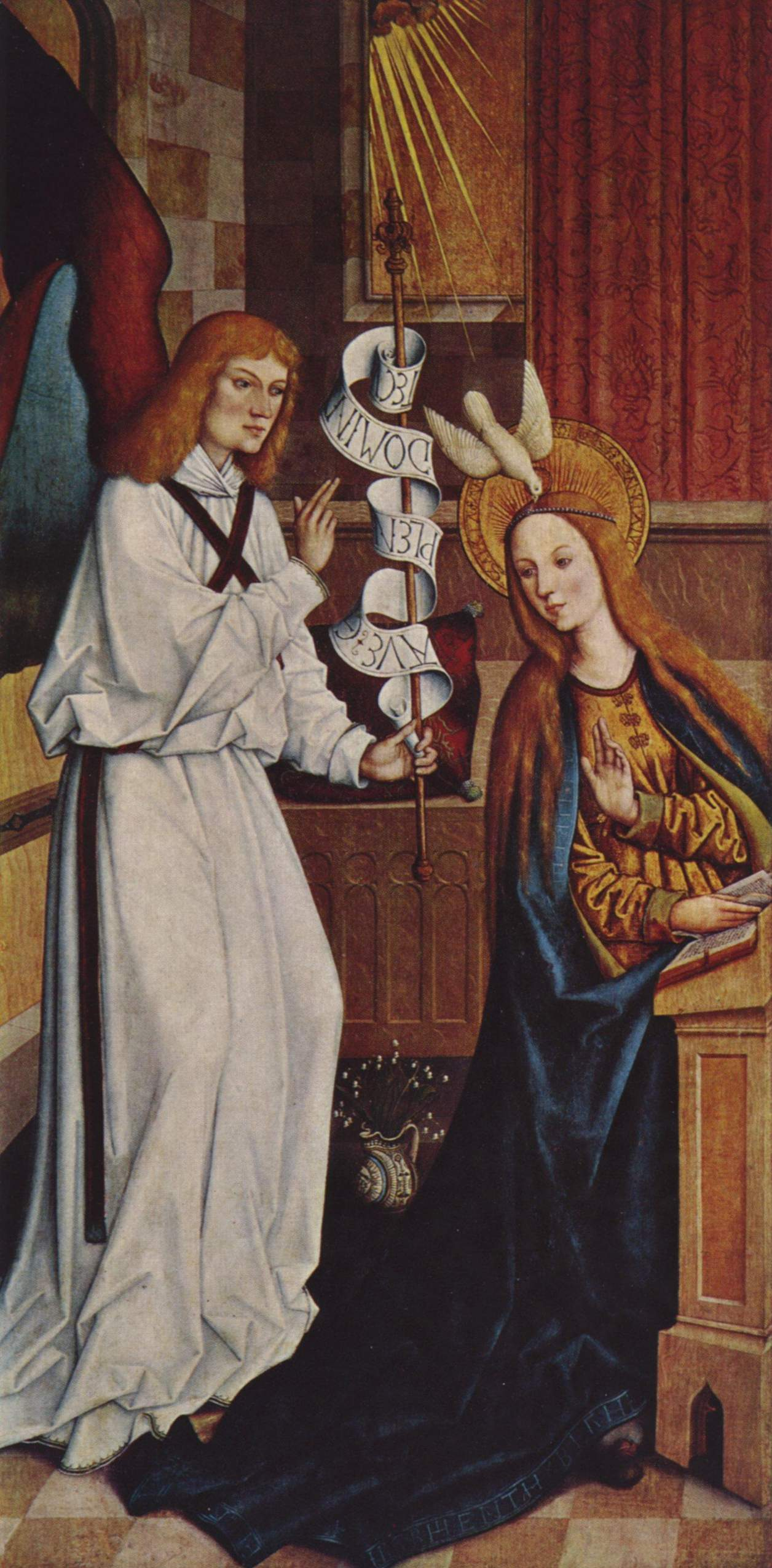
Mariä Verkündigung von Bartholomäus Zeitblom, 1496

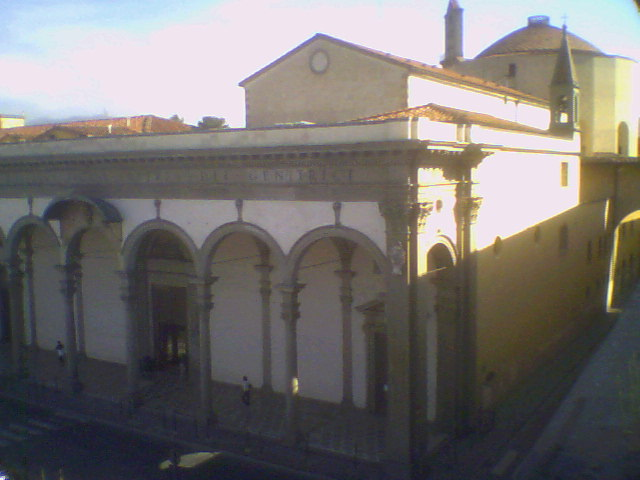
Santissima Maria Annunziata in Florenz

Annunziata (von lateinisch annuntiare, ankündigen, verkündigen bzw. annuntiator, Verkündiger) ist ein italienischer weiblicher Vorname. Abgeleitet ist er, wie es im romanischen Sprachraum häufig ist, von einem der Beinamen der Jungfrau Maria. 
Maria Santissima Annunziata ist die Bezeichnung für Maria, der durch den Erzengel Gabriel die Geburt Jesu verkündigt wurde. Nach gleichem Muster gebildet wurden die weibliche Vornamen Dolorosa von Santa Maria dolorosa (Maria die Schmerzensreiche), Assunta von Santa Maria Assunta (Maria, die leiblich in den Himmel aufgenommen wurde), Concetta von Immacolata Conceptione della Vergine Maria (unbefleckte Empfängnis).
Varianten der weiblichen Form des Vornamens Annunziata: 
- Nunzia, Nunziata, Annunciata, Nunziatina, Annunziatina, Annunzia, Nunziella, Nunzietta, Annuncia, Nuncia.

Varianten der männlichen Form des Vornamens:
- Nunzio, Annunziato, Nunziato, Annunzio, Annunciato, Annuncio

Maria ist als Maria Santissima Annunziata, kurz Annunziata, Schutzpatronin der Mariä-Verkündigung-Kirchen.

## Namensträgerinnen

### Vorname
- Annunziata Rees-Mogg (* 1979), britische Politikerin
- Maria Nunziata Carolina Buonaparte (1782–1839), Königin von Neapel
- Maria Annunziata von Neapel-Sizilien (1843–1871), Erzherzogin von Österreich
- Maria Annunziata von Österreich (1876–1961), Erzherzogin von Österreich

### Familienname
- Lucia Annunziata (* 1950), italienische Journalistin und Politikerin
- Mauricio Annunziata (* 1971), argentinischer Komponist und Pianist
- Nick Annunziata, US-amerikanischer Schauspieler